# Musašino (Tokio)
Musašino (japonsky 武蔵野市) je město v prefektuře Tokio v oblasti Kantó v Japonsku. K roku 2017 mělo zhruba 146 tisíc obyvatel.

## Poloha
Musašino leží na ostrově Honšú severně od Mitaky a západně od centra Tokia. Spadá do metropolitní oblasti Velkého Tokia.

## Dějiny
Na město bylo Musašino povýšeno 3. listopadu 1947.

## Rodáci
- Mana Iwabučiová (* 1993) – fotbalistka